# Wia Buze
Wia Buze (Termunterzijl, 2 januari 1970) is een Gronings zangeres.
Buze heeft een uitgebreid repertoire van originele Groningse streektaalmuziek. Daarnaast zingt ze ook Nederlands en Engels.

## Levensloop
Toen Buze in Termunterzijl opgroeide, wist zij al dat ze zangeres wilde worden. Op de mavo zong ze voor de eerste keer in het openbaar, samen met de North Star Showband. Haar leraar Duits was de toetsenist. Ze deed op haar 15e mee aan Henny Huismans Soundmixshow. Daarna volgde er nog meer talentenjachten, waarvan zij er in Nederland meer dan 200 won.

## Carrière
- 1985 - Buze begint met deelname aan talentenjachten.
- 1989 - Buze studeert af aan de Academie voor Lichte Muziek (AVLM) te Hilversum. Ze krijgt als eerste in Nederland dit diploma.
- 1989 - Eerste Groningstalig liedje.
- 1991 - Winnares Jordaantrofee in Amsterdams Concertgebouw.
- 1995 - Winnares Het Nederlandse Songfestival 95.
- 1996 - Eerste theaterconcert.
- 1996 - Buze treedt op 15 november in het huwelijk met Hans Hauer.
- 1997 - Buze treedt op verzoek van Robert Long op in televisieprogramma van de NCRV.
- 1998 - Parttime docente Nederlands.
- 1998 - Gala van de Roos in de Martinihal.
- 2000 - Lied van Bolland & Bolland voor de Special Olympics 2000 European Games.
- 2001 - Theaterconcerttournee "Songs, liedjes en laidjes".
- 2002 - Lied voor de Giro d'Italia (Gironingen).
- 2004 - Robert Long krijgt eerste exemplaar van de cd Ik bin ik.
- 2005 - Buze krijgt de K. ter Laanprijs 2004 van de Stichting 't Grunneger Bouk uit handen van gedeputeerde Hans Gerritsen.
- 2007 - Buze speelt Knier in muziektheater "Op hoop van zegen" in Delfzijl.
- 2008 - Fuchsia vernoemd naar Buze. Deze fuchsia is gekweekt door Piet Scheper uit Hoogezand-Sappemeer.
- 2009 - Buze maakt haar eerste videoclip van het nummer "Ik mag die aibels geern" (Make you feel my love) met Martijn Pot, Germt Gringhuis en Joris Kammenga.
- 2010 - Theatertournee "Ofschaaid zunder woorden" met Klaas Spekken en de Zuid-Afrikaanse Karla du Plessis met nummers van hand van Koos du Plessis (vader van).
- 2011 - Buze viert haar 25-jarig artiestenjubileum (een jaar te laat) met een concert in Martiniplaza in Groningen.
- 2015 - Buze ontvangt tijdens een concert t.g.v. haar 30-jarig jubileum, op 31 oktober in De Molenberg te Delfzijl een Koninklijke onderscheiding. Ze is benoemd tot Ridder in de Orde van Oranje Nassau, vanwege o.a. haar bijdrage aan het behoud van de Groningse Streektaal en het Gronings cultureel erfgoed.[1]
- 2024 - De Grunny, de jaarlijkse muziekprijs van RTV Noord, wordt aan Buze toegekend.[2]

## Albums
- 1989 - Ik kom van Ziel
- 1993 - Makkelk zat
- 1995 - Wia Buze (Nederlandstalig)
- 1997 - Ik heb de tied
- 1999 - Van alle maarten thoes
- 2001 - n Muzikoal Petret
- 2004 - Ik bin ik
- 2009 - Mien wad, mien stilte
- 2010 - Ofschaaid zunder woorden (Groningse vertalingen van het werk van Koos du Plessis, samen met Klaas Spekken)
- 2012 - Wia Buze Live in MartiniPlaza (DVD+CD van jubileumconcert)
- 2016 - Thoes
- 2020 - Lös!

## Hitlijsten

### Albums
| Album met eventuele hitnotering(en) in de Nederlandse Album Top 100 | Datum van verschijnen | Datum van binnenkomst | Hoogste positie | Aantal weken | Opmerkingen |
| ------------------------------------------------------------------- | --------------------- | --------------------- | --------------- | ------------ | ----------- |
| Mien wad, mien stilte                                               | 2009                  | 31-10-2009            | 60              | 3            |             |